# فیلم در ۲۰۰۹
فیلم در ۲۰۰۹ (انگلیسی: 2009 in film)

## پرفروش ترین فیلم‌ها
| رتبه | عنوان                             | استودیو                   | فروش جهانی     |
| ---- | --------------------------------- | ------------------------- | -------------- |
| ۱.   | آواتار                            | فاکس                      | $۲٬۷۴۹٬۰۶۴٬۳۲۸ |
| ۲.   | هری پاتر و شاهزاده دورگه          | وارنر برادرز              | $۹۳۴٬۴۱۶٬۴۸۷   |
| ۳.   | عصر یخبندان: آغاز دایناسورها      | فاکس/ بلو اسکای           | $۸۸۶٬۶۸۶٬۸۱۷   |
| ۴.   | تبدیل شوندگان: انتقام شکست‌خوردگان | پارامونت / دریم‌ورکس       | $۸۳۶٬۳۰۳٬۶۹۳   |
| ۵.   | ۲۰۱۲                              | کلمبیا                    | $۷۶۹٬۳۰۴٬۷۴۹   |
| ۶.   | بالا                              | دیزنی / پیکسار            | $۷۳۱٬۳۴۲٬۷۴۴   |
| ۷.   | گرگ و میش: ماه نو                 | سامیت                     | $۷۰۹٬۸۲۷٬۴۶۲   |
| ۸.   | شرلوک هولمز                       | وارنر برادرز              | $۵۲۴٬۰۲۸٬۶۷۹   |
| ۹.   | فرشتگان و شیاطین                  | کلمبیا / ایمیج اینترتیمنت | $۴۸۵٬۹۳۰٬۸۱۶   |
| ۱۰.  | خماری                             | وارنر برادرز / لجندری     | $۴۶۷٬۴۸۳٬۹۱۲   |

## جوایز
| Category/Organization       | پانزدهمین جوایز سالانه منتقدین سینمایی ۱۵ ژانویه ۲۰۱۰ | ۶۷مین مراسم گلدن گلوب ۱۷ ژانویه ۲۰۱۰                        | ۶۷مین مراسم گلدن گلوب ۱۷ ژانویه ۲۰۱۰                        | شانزدهمین مراسم جایزه انجمن بازیگران فیلم ۲۳ ژانویه ۲۰۱۰ | 63rd BAFTA Awards ۲۱ فوریه ۲۰۱۰             | جوایز اسکار ۸۲ام ۷ مارس ۲۰۱۰             |
| Category/Organization       | پانزدهمین جوایز سالانه منتقدین سینمایی ۱۵ ژانویه ۲۰۱۰ | درام                                                        | موزیکال یا کمدی                                             | شانزدهمین مراسم جایزه انجمن بازیگران فیلم ۲۳ ژانویه ۲۰۱۰ | 63rd BAFTA Awards ۲۱ فوریه ۲۰۱۰             | جوایز اسکار ۸۲ام ۷ مارس ۲۰۱۰             |
| --------------------------- | ----------------------------------------------------- | ----------------------------------------------------------- | ----------------------------------------------------------- | -------------------------------------------------------- | ------------------------------------------- | ---------------------------------------- |
| بهترین فیلم                 | مهلکه                                                 | آواتار                                                      | خماری                                                       | N/A                                                      | مهلکه                                       | مهلکه                                    |
| بهترین کارگردان             | کاترین بیگلو مهلکه                                    | جیمز کامرون آواتار                                          | جیمز کامرون آواتار                                          | —                                                        | کاترین بیگلو مهلکه                          | کاترین بیگلو مهلکه                       |
| بهترین بازیگر مرد           | جف بریجز دل دیوانه                                    | جف بریجز دل دیوانه                                          | رابرت داونی جونیور شرلوک هولمز                              | جف بریجز دل دیوانه                                       | کالین فرث یک مرد مجرد                       | جف بریجز دل دیوانه                       |
| بهترین بازیگر زن            | ساندرا بولاک نقطه کور مریل استریپ جولی و جولیا        | ساندرا بولاک نقطه کور                                       | مریل استریپ جولی و جولیا                                    | ساندرا بولاک نقطه کور                                    | کری مولیگان یک آموزش                        | ساندرا بولاک نقطه کور                    |
| بهترین بازیگر نقش مکمل مرد  | کریستوف والتس حرامزاده‌های لعنتی                       | کریستوف والتس حرامزاده‌های لعنتی                             | کریستوف والتس حرامزاده‌های لعنتی                             | کریستوف والتس حرامزاده‌های لعنتی                          | کریستوف والتس حرامزاده‌های لعنتی             | کریستوف والتس حرامزاده‌های لعنتی          |
| بهترین بازیگر نقش مکمل زن   | مونیک پرشس                                            | مونیک پرشس                                                  | مونیک پرشس                                                  | مونیک پرشس                                               | مونیک پرشس                                  | مونیک پرشس                               |
| بهترین فیلم‌نامه اقتباسی     | بالا در آسمان جیسون رایتمن و شلدن ترنر                | بالا در آسمان جیسون رایتمن و شلدن ترنر                      | بالا در آسمان جیسون رایتمن و شلدن ترنر                      | —                                                        | بالا در آسمان جیسون رایتمن و Sheldon Turner | پرشس جفری فلچر                           |
| بهترین فیلم‌نامه غیراقتباسی  | حرامزاده‌های لعنتی کوئنتین تارانتینو                   | بالا در آسمان جیسون رایتمن و شلدن ترنر                      | بالا در آسمان جیسون رایتمن و شلدن ترنر                      | —                                                        | مهلکه مارک بول                              | مهلکه مارک بول                           |
| بهترین انیمیشن              | بالا                                                  | بالا                                                        | بالا                                                        | —                                                        | بالا                                        | بالا                                     |
| بهترین موسیقی فیلم          | بالا مایکل جیاکینو                                    | بالا مایکل جیاکینو                                          | بالا مایکل جیاکینو                                          | —                                                        | Up مایکل جیاکینو                            | بالا مایکل جیاکینو                       |
| بهترین فیلم غیر انگلیسی‌زبان | آغوش‌های گسسته' (Los abrazos rotos)                    | روبان سفید (Das weiße Band, Eine deutsche Kindergeschichte) | روبان سفید (Das weiße Band, Eine deutsche Kindergeschichte) | —                                                        | یک پیامبر (Un prophète)                     | راز در چشمانشان (El secreto de sus ojos) |

## درگذشتگان
- ۱ ژوئیه - آنا کارن مورو - بازیگر و مدل آمریکایی (زاده ۱۹۱۴)
- ۱۸ ژوئیه - آناگول آناقلی اف - بازیگر و خواننده سوپرانو اپرا اهل ترکمنستان (زاده ۱۹۲۴)
- ۱۲ دسامبر - وال آوری - بازیگر آمریکایی (زاده ۱۹۲۴)
- ۱۶ نوامبر - ادوارد وودوارد - بازیگر بریتانیایی (زاده ۱۹۳۰)
- ۲۷ ژوئن - گیل استورم - بازیگر و خواننده آمریکایی (زاده ۱۹۲۲)
- ۲۱ مه - جوآن الکساندر - بازیگر آمریکایی (زاده ۱۹۱۵)
- ۱۶ سپتامبر - لوچانو امر - کارگردان و فیلم‌نامه‌نویس ایتالیایی (زاده ۱۹۱۸)
- ۲۹ مارس - اندی هالت - بازیگر آمریکایی (زاده ۱۹۷۵)
- ۸ آوریل - جین برایان - بازیگر آمریکایی (زاده ۱۹۱۸)
- ۴ ژوئیه - برندا جویس - بازیگر و مانکن آمریکایی (زاده ۱۹۱۷)
- ۹ دسامبر - ژن بری - بازیگر آمریکایی (زاده ۱۹۱۹)
- ۱۲ ژانویه - کلود بری - کارگردان، فیلمنامه‌نویس، بازیگر و تهیه‌کننده فرانسوی (زاده ۱۹۳۴)
- ۱۶ فوریه - دورتی بریجز - بازیگر آمریکایی (زاده ۱۹۱۵)
- ۱۳ مارس - بتسی بلر - بازیگر آمریکایی (زاده ۱۹۲۳)
- ۱۸ ژوئیه - یاسمین بلماضی - بازیگر فرانسوی (زاده ۱۹۷۶)
- ۲۴ دسامبر - جولیو بوزتی - کارگردان و بازیگر ایتالیایی (زاده ۱۹۳۰)
- ۷ مارس - جیمی بوید - بازیگر و خواننده آمریکایی (زاده ۱۹۳۹)
- ۲۵ آوریل - بیتریس آرتور - بازیگر و خواننده آمریکایی (زاده ۱۹۲۲)
- ۱۳ سپتامبر - پال برک - بازیگر آمریکایی - (زاده ۱۹۲۶)
- ۱ آوریل - لو پریمان - بازیگر آمریکایی (زاده ۱۹۴۱)
- ۳دسامبر - ریچارد تاد - بازیگر کارگردان بریتانیایی (زاده ۱۹۱۹)
- ۴ دسامبر - ویاچسلاو تیخونوف - بازیگر روس (زاده ۱۹۲۸)
- ۲۳ دسامبر - لو جاکوبی - بازیگر کانادایی (زاده ۱۹۱۳)
- ۲۵ ژوئن - مایکل جکسون - هنرمند آمریکایی (زاده ۱۹۵۸
- ۱۷ دسامبر - جنیفر جونز - بازیگر آمریکایی (زاده ۱۹۱۹)
- ۲۷ آوریل - فیروز خان - بازیگر هندی (زاده ۱۹۳۹)
- ۱۷ دسامبر - دان اوبانون - فیلم‌نامه‌نویس، بازیگر و کارگردان آمریکایی (زاده ۱۹۴۶)
- ۱۵ اوت - ویرجینیا دیویس - بازیگر و فیلم‌نامه‌نویس آمریکایی (زاده ۱۹۱۸)
- ۶ دسامبر - بینا رای - بازیگر هندی (زاده ۱۹۳۱)
- ۱۸ مارس - ناتاشا ریچاردسون - بازیگر بریتانیایی (زاده ۱۹۶۳)
- ۱۴ ژانویه - ریکاردو مونتالبان - بازیگر مکزیکی (زاده ۱۹۲۰)
- ۱۳ دسامبر - دومینیک زاردی - بازیگرز و نویسنده فرانسوی (زاده ۱۹۳۰)
- ۱ ژانویه - یوهانس ماریو زیمل - فیلم‌نامه‌نویس اتریشی (زاده ۱۹۲۴)
- ۲۹ مارس - موریس ژار - آهنگساز و رهبر ارکستر فرانسوی (زاده ۱۹۲۴)
- ۱۴ سپتامبر - پاتریک سوویزی - بازیگر رقصنده خواننده و ترانه‌نویس آمریکایی (زاده ۱۹۵۲)
- ۳ مارس - سیدنی چاپلین - بازیگر آمریکایی - (زاده ۱۹۲۶)
- ۱۵ مارس - ران سیلور - بازیگر، کارگردان، تهیه‌کننده و فعال سیاسی آمریکایی (زاده ۱۹۴۶)
- ۱۴ ژوئیه - هنریچ شوایگر - بازیگر اتریشی (زاده ۱۹۳۱)
- ۲۵ ژوئن - فارا فاست - بازیگر آمریکایی (زاده ۱۹۴۷)
- ۱۷ ژانویه - سوزانا فاستر - بازیگر آمریکایی - (زاده ۱۹۲۴)
- ۴ مارس - هورتون فوت فیلم‌نامه‌نویس، نمایش‌نامه‌نویس، و هنرپیشه آمریکایی (زاده ۱۹۱۶)
- ۱۲ اوت - روت فورد - بازیگر آمریکایی - (زاده ۱۹۱۱)
- ۶ فوریه - فیلیپ کری - بازیگر آمریکایی (زاده ۱۹۱۲۵)
- ۳ ژوئن - دیوید کارادین - بازیگر آمریکایی (زاده ۱۹۳۶)
- ۲۲ آوریل - جک کاردیف مدیر فیلمبرداری، بازیگر، عکاس و کارگردان بریتانیایی (زاده ۱۹۱۴)
- ۳ نوامبر - کارل بالانتینه بازیگر آمریکایی (زاده ۱۹۱۷)
- ۱۴ مارس - میلارد کافمن فیلم‌نامه‌نویس آمریکایی (زاده ۱۹۱۷)
- ۱۸ دسامبر - کانی هینس بازیگر آمریکاییی (زاده ۱۹۳۱)
- ۷ مه - میکی کرول بازیگر آمریکایی (زاده ۱۹۱۹)
- ۲۳ ژوئیه - ویرجینیا کرول بازیگر آمریکایی (زاده ۱۹۱۳)
- مایکل کوری
- کیم منرز
- دن گلووی
- هنری گیبسون
- لورنا گیل
- ژان مارتین
- کارل مالدن
- بریتانی مورفی
- باب می
- دل مونرو
- ژوزف وایزمن
- کالین ویلکاکس
- وندی ریچارد
- جیمز ویتمور
- جان هارت
- الینا رید هال
- توماس هیل
- پت هینگل
- جان هیوز
- یئو وون کیه